# IText
iText ist eine freie Programmbibliothek zur Erzeugung und Bearbeitung von PDF-Dateien mittels der Programmiersprachen Java oder C# .NET. Sie wurde von Bruno Lowagie, Paulo Soares und anderen entwickelt. Die Software wird unter der GNU Affero General Public License (AGPL) sowie einer kommerziellen Lizenz vertrieben.

## Geschichte
Die Grundlagen von iText wurden von Bruno Lowagie ab 1998 im Rahmen eines Softwareprojektes an der Universität Gent entwickelt. Noch während der Projektlaufzeit wurde iText als Free Open Source Software freigegeben.
Bis zur (inoffiziellen) Version 4.2.0 stand die Software sowohl unter der GNU Lesser General Public License (LGPL) als auch der Mozilla Public License (MPL), ab Version 5.0 jedoch unter der AGPL oder einer kommerziellen Lizenz, die erworben werden muss, wenn die vergleichsweise restriktiven Bedingungen der AGPL nicht eingehalten werden.
Am 5. April 2022 gab PDFTron Systems Inc. bekannt, die iText Group NV übernommen zu haben.

## Verbreitung
Als frei nutzbare Programmbibliothek ist iText in vielen Anwendungen enthalten, ohne dass es direkt auffällt. So nutzen beispielsweise JasperReports, JFreeChart, BIRT, Google Kalender oder Anwendungen der NASA iText zur Erzeugung von PDF-Dokumenten.

## Funktionalität
iText unterstützt
- automatisches Generieren von PDF-Dateien
- interaktive PDFs
- Lesezeichen, Seitenzahlen und Wasserzeichen
- das Aufteilen einer PDF-Datei in mehrere PDF-Dateien
- das Zusammenfügen mehrerer PDF-Dateien zu einer PDF-Datei
- das Ändern bestehender PDF-Dateien
- automatisches Ausfüllen von PDF-Formularen
- das Hinzufügen Digitaler Signaturen zu einer PDF-Datei
- automatisierte Texterkennung mit Hilfe von Tesseract (iText pdfOCR)

## Portierungen
- iTextSharp ist eine Portierung für die Programmiersprache C#.
- iText.NET ist eine .Net-Framework-Portierung.
- Pdftk, Kurzform für „PDF toolkit“, ist ein freies Werkzeug zur Manipulation von PDF-Dokumenten. Es steht für verschiedene Plattformen zur Verfügung, bietet eine Benutzeroberfläche oder kann per Kommandozeile bedient werden. Die Software bietet viele Funktionen für PDF-Dokumente. Diese können in Einzelseiten aufgeteilt, zusammengefügt, ver- und entschlüsselt, seitenweise rotiert oder mit Wasserzeichen versehen werden (Overlay). Zudem können Formulare in PDF-Dokumenten ausgefüllt werden.

## Forks
- OpenPDF ist ein aktives Opensource-Projekt unter LGPL und MPL, das auf einem Fork von iText basiert. OpenPDF unterstützt nur Java.[2]